# Gabon na Mistrzostwach Świata w Lekkoatletyce 2022
Gabon na Mistrzostwach Świata w Lekkoatletyce 2022 – reprezentacja Gabonu podczas mistrzostw świata w Eugene liczyła jednego zawodnika, który nie zdobył medalu.

## Skład reprezentacji

### Mężczyźni
| Zawodnik          | Konkurencja   | Eliminacje   | Eliminacje | Półfinał | Półfinał | Finał | Finał   | Źródło      |
| Zawodnik          | Konkurencja   | Wynik        | Pozycja    | Wynik    | Pozycja  | Wynik | Pozycja | Źródło      |
| ----------------- | ------------- | ------------ | ---------- | -------- | -------- | ----- | ------- | ----------- |
| Guy Maganga Gorra | bieg na 200 m | 20,44 (,431) | 21. Q      | 20,65    | 19.      | NQ    | NQ      | [ 1 ] [ 2 ] |